# 王志中
王志中（1953年—），山东新泰市人，汉族，中华人民共和国政治人物、全国人民代表大会山东地区代表。
毕业于山东工学院机械制造专业。加入中国共产党。担任山东临工工程机械有限公司董事长。2008年起担任全国人大代表。2013年，担任全国人大代表。